# A'arab Zaraq - Lucid Dreaming
Albums de Therion
Theli
(1996) Vovin
(1998)
A'arab Zaraq - Lucid Dreaming est le sixième album du groupe suédois de death metal symphonique Therion, publié le 16 mai 1997 par Nuclear Blast. C'est aussi la bande originale du film The Golden Embrace.

## Liste des chansons
Toutes les chansons sont écrites et composées par Christoffer Johnsson.
| No  | Titre                                                 | Durée |
| --- | ----------------------------------------------------- | ----- |
| 1.  | In Remembrance                                        | 6:28  |
| 2.  | Black Fairy                                           | 5:56  |
| 3.  | Fly to the Rainbow (reprise de Scorpions)             | 8:14  |
| 4.  | Children of the Damned (reprise de Iron Maiden)       | 4:30  |
| 5.  | Under Jolly Roger (reprise de Running Wild)           | 4:36  |
| 6.  | Symphony of the Dead (nouvelle version instrumentale) | 3:39  |
| 7.  | Here Comes the Tears (reprise de Judas Priest)        | 3:21  |
| 8.  | Enter Transcendental Sleep                            | 4:22  |
| 9.  | The Quiet Desert                                      | 3:52  |
| 10. | Down the Qliphothic Tunnel                            | 2:53  |
| 11. | Up to Netzach / Floating Back                         | 4:08  |
| 12. | The Fall Into Eclipse                                 | 3:44  |
| 13. | Enter Transcendental Sleep II                         | 3:51  |
| 14. | The Gates to A'Arab Zaraq Are Open                    | 1:25  |
| 15. | The Quiet Desert II                                   | 3:51  |
| 16. | Down the Qliphothic Tunnel II                         | 2:53  |
| 17. | Up to Netzach II                                      | 2:53  |
| 18. | Floating Back II                                      | 0:49  |